# ゴテンクス
ゴテンクスは、鳥山明の漫画『ドラゴンボール』およびそれを原作としたアニメ『ドラゴンボールZ』『ドラゴンボール改』『ドラゴンボール超』に登場する架空のキャラクター。同作の登場人物である孫悟天とトランクスの2人がフュージョンで融合した姿である。
アニメでの声は悟天役の野沢雅子とトランクス役の草尾毅が2人同時に発声することで表現される。

## 人物像
外見は小柄ながら筋肉質で、他のフュージョン戦士と同様にメタモル星人の民族衣装を着ている。髪の毛の色は中央部が悟天の髪色で両側頭部がトランクスの髪色だが、髪型自体はどちらとも似ていない逆立った形状である。
性格は悟天とトランクスの悪い部分だけが表に出たようであり、相当に自信過剰かつ高飛車に加えて調子に乗りやすい。戦闘能力は歴代の戦士の中でもかなりの強さだが、子供であるが故の経験不足、および前述の性格が原因で自分からフュージョンの秘密について喋ったり、「格好良く勝つこと」にこだわるあまり窮地に陥るなど超戦士として弱点も多く、劇場版も含めほとんど強敵に勝利していない。
実際に最初の状態で魔人ブウに挑んで惨敗し、精神と時の部屋でもすぐに超サイヤ人3に変身せずに勿体振った結果、万策尽きたと勘違いしたピッコロによって出入り口を破壊されるという憂き目に遭う。以上の点を踏まえてピッコロとクリリンからは「くそ坊主」、「タカピー」、「デカい態度は直ってない」と嘆かれている。
超サイヤ人3までの変身が可能だが、強さは老界王神に潜在能力を解放された孫悟飯には及ばない。また、超サイヤ人3に変身していられるのは5分程度。精神と時の部屋での修行時にトランクスが「フュージョンまで解けて2人に戻っちまう」とも発言していたが、魔人ブウとの戦いではフュージョンは解けずに普通の状態へと戻った。

### 合体後の名前
名前は、悟天とトランクスを合体させたものである。悟天の母であるチチが、「合体後の名前がないと呼ぶ時に困りそう」との理由で、ゴテンクスと共に「トランテン」という名前を候補に挙げたが、合体後に名前を聞かれたときに自分で「ゴテンクス」と名乗っている。当のチチいわく「どっちにしてもしまらねえ名前」。
初めて合体した時にピッコロが「トランテン」と呼んでいる（その直後に、ミスター・ポポが「いえゴテンクスです」と指摘している）。悟空とベジータのそれと違い、失敗時の姿もゴテンクスで統一されておりトランテンと呼ばれたのはこの一度きりである。

## 作中での活躍
破壊と殺戮を繰り返す魔人ブウを倒すため、悟空の教えとピッコロの指導によりフュージョンを体得した悟天とトランクスが融合することにより誕生した。当初は融合するときのポーズの誤差から肥満体になったり、痩せこけた体になったりしたが、3度目で成功。自分の強さに自惚れてブウに挑んだ結果、返り討ちにされる。その後、超サイヤ人の状態でフュージョンを行い、ブウの家の前で挑発するが、時間切れでフュージョンが解け、2人は逃走した。
天界で休息をとる中、邪悪な人間の手により姿を変えたブウが悟天たちのいる天界に襲来。強敵と戦うことに待ちきれなくなったブウに戦うことを強要されるが、現在の実力ではブウに勝てないと判断したピッコロは悟天とトランクスを精神と時の部屋で修業させ、神殿の中を歩き回り時間を稼ぐ。精神と時の部屋で修業した2人は大幅なパワーアップを遂げ、ゴテンクスは超サイヤ人3への変身（トランクスは「ウルトラ超サイヤ人」と呼称）が可能となるが、ブウ戦では自分の戦法で遊び半分に闘ったために勝負は劣勢となる。気を消耗したと発言したゴテンクスから勝機がないとみたピッコロは部屋の出入口を破壊するが、ゴテンクスの発言が嘘とわかるや否や口論となる。好物のお菓子のない世界を拒んだブウは大声で次元に穴をあけ脱出。ゴテンクスも超サイヤ人3に変身し、外界へ脱出する。超サイヤ人3となったゴテンクスは強烈な戦闘力で、のちに悟空も勝てないと言うブウを相手に優勢にバトルを押し進め、トドメをさすという瞬間にまで行くがそこでエネルギーがなくなり通常形態へと戻り、合体も解ける。
打つ手なしと諦めていたが、3人の前に悟飯が駆け付ける。老界王神により潜在能力を解放した悟飯に圧倒されブウは一時的に姿を消すが、一時間後に姿を現し、悟天とトランクスに合体するように挑発する。しかし全てはブウの罠であり、再度フュージョンして超サイヤ人3となったゴテンクスはピッコロと一緒に吸収される。
原作では、以降の登場はなかったが、アニメ『Z』では悟空とベジータがブウの体内に入り込んだ際、ブウの記憶から作られた偽物がベジータと交戦した。ブウが倒されて、平和になった後は、悟天とトランクスが悟空とドラム缶風呂で戯れた際、悟空に対抗するためにゴテンクスとなるが、超サイヤ人化した悟空に逆転された。

## ドラゴンボール超での登場
破壊神ビルスの暴走を止めるために合体して挑むが、軽くあしらわれてしっぺの連打とデコピンにより壁に激突して敗北する。漫画版では超サイヤ人3に変身している。
復活したフリーザが地球に来た際、超ゴテンクスになった状態でタゴマの股間めがけて頭突きをして乱入し、フリーザ軍を相手にしようとしていた所で合体が解ける。
第6・第7宇宙破壊神選抜格闘試合には、フュージョンがルール違反のため出場できなかった。
その後はポトフ星において、ベジータの力を取り込んだ超人水により生まれた複製ベジータと戦うが、超サイヤ人3の攻撃が全く通用せず、敗北して分離した。

## 劇場版などへの登場
劇場版第15作目『ドラゴンボールZ 復活のフュージョン!!悟空とベジータ』にて初登場。あの世のゴジータの気を感じ取った悟天とトランクスもフュージョンを決行。「スーパーゴーストカミカゼアタック オバケまとめて100人」で独裁者軍団を壊滅させる。
劇場版第16作目『ドラゴンボールZ 龍拳爆発!!悟空がやらねば誰がやる』では、ヒルデガーンとの闘いの中で超サイヤ人3の姿で登場する。ヒルデガーンを沈黙させるが、変身したヒルデガーンに敗れる。なお、この時地面に激突した際、元の2人に戻る描写がある。
劇場版第18作目『ドラゴンボールZ 神と神』では、破壊神ビルスの暴走を止めるために合体して超サイヤ人状態で挑むが、軽くあしらわれて尻を叩かれ、謝りながら地面に落下して敗北する。
劇場版第20作目『ドラゴンボール超 スーパーヒーロー』では、セルマックスとの交戦に際してフュージョンを試みるも、最後のポーズで悟天の指がわずかに下にずれていたため失敗。肥満体になってしまい、元に戻るのを待ってもいられなかったためにそのまま参戦する。息を切らせながらもその体格をボールのように用いた戦術でセルマックスの頭部にヒビを入れたり、セルマックスを挑発して隙を作らせるなどのファインプレーを見せた。
ジャンプスーパーアニメツアー08上映作品『ドラゴンボール オッス!帰ってきた孫悟空と仲間たち!!』では合体アカと戦う。
『ONE PIECE』と『トリコ』のコラボレーションスペシャルである『トリコ×ONE PIECE×ドラゴンボールZ 超コラボスペシャル!!』では、「天下一食おう会」のレースの道中で、悟天とトランクスが疲労で合体した方が楽だと考え、合体を決行する。その道中を共にしていた『ONE PIECE』のチョッパーがフュージョンに感銘して、『トリコ』のサニーと合体しようとするシーンが描かれた。

## ゴテンクスの技
手っ取り早く片づけさせてもらうぜ! / ビクトリーフラッシュ
魔人ブウに使った連続攻撃。相手に連続パンチを食らわせ、蹴飛ばして最後にエネルギー弾を放つ。
多彩な技の数々 / スーパー必殺技フルコース
魔人ブウに使用した多彩な連続技。全ての攻撃に大げさな名前が付いている。この他、様々な技の名前を叫びながら攻撃しているが、描写されていないため技の内容は不明。

ダイナマイトキック
飛び蹴り。ミスター・サタンのものとはフォームが違う。

ダイナマイトキックブーメラン
アニメオリジナル技。当たると爆発する飛び蹴り。

イノシシアタック
頭突き。ただ、その姿は本当のイノシシを彷彿させる。

ローリングサンダーパンチ
腕を振り回してのパンチ。

大回転キック
アニメオリジナル技。空中で回転しながらのキック。

パワータックル
パンチやキックを織り交ぜた多彩な連続技の1つとして発した名前。アニメでは左肩からのショルダータックル。

ミラクルスーパーパンチ
上記同様、多彩な連続技の1つ。アニメでは右腕を大きく回してのストレート。PlayStation 4、Xbox Oneソフト『ドラゴンボール ファイターズ』では前進しながらの連続パンチ。

グレートキックスペシャル
上記同様、多彩な連続技の1つ。アニメでは相手の後方からの両足蹴り。

ウルトラミサイルパフェ
上記同様、多彩な連続技の1つ。ニンテンドーDSソフト『ジャンプアルティメットスターズ』ではパンチの連打。

ギャラクティカドーナツ
指先で輪を描いてリング状の気を作り出した後、相手に向かって放出して締め付ける。魔人ブウには通じず、力ずくで破られた。魔人ブウ自身もゴテンクス吸収後に悟飯に対して同様の技を使用している。

連続スーパードーナツ
超サイヤ人3の状態で発動。指と指を合わせて輪の形を作り、そこから「ギャラクティカドーナツ」を連射して相手を完全に閉じ込める技。原作では技を放つ前に腕を振り上げ、閉じたり握ったりするなど独特の構えやポーズをしており、そのモーションの長さをピッコロに注意された。魔人ブウをこの技で閉じ込め、後述する「激突ウルトラブウブウバレーボール」に移行していた。

スーパーゴーストカミカゼアタック
自身の姿を模した真っ白い気の塊「オバケ」（声 - 阪口大助、沼田祐介〈『Z』〉、山本圭一郎、根本幸多、粕谷雄太、藤井ゆきよ、森下由樹子〈『改』〉）を口から吐き出し、敵に向かって飛ばす技。オバケは意思を持っており、相手をどこまでも追跡することができるほか、何かに接触すると周囲を巻き込んで大爆発を起こす。技としてはコミカルだが威力は非常に高く、魔人ブウにもダメージを与えることに成功していた。劇場版ではまとめて100人まで出した。
アニメ版では超サイヤ人時以外にも使用し、髪形なども変わっていた。またゴテンクスがパワーダウンし通常形態に戻った際にも使用したが、魔人ブウの強さに怖気付き、全員吹き飛ばされ爆発させられた。
後にゴテンクスを吸収した魔人ブウがベジットにこの技を使用するが、遠くからエネルギー弾をぶつけるだけで対処できると看破され、「子供の考えた技だぞ」と馬鹿にされる。
スーパーゴーストカミカゼアタックオバケまとめて10人フィニッシュ
スーパーゴーストカミカゼアタックの強化バージョン。オバケを10人出し、連続で相手に攻撃を仕掛ける。魔人ブウ戦ではオバケの内2人がうっかり手を握り合って爆発したため、8人で攻撃した。
バルーン・フラッシュ・ボンバー
アニメオリジナル技。スーパーゴーストカミカゼアタックで生み出したオバケたちの攻撃力、破壊力を増した技。
次元に穴を開ける / バイスシャウト
大声を発し、次元を歪ませて穴を開ける。精神と時の部屋から脱出する際に使用。

ブレーン・クラッシュ・ハンマー
アニメオリジナル技。手から放出された気を放射線状に飛ばし、相手の体を切り裂く。超サイヤ人3の状態で使用。

フィニッシュ・フラッシュ
アニメオリジナル技。両手から大量の気を放出し、相手の体を焼く。ブレーン・クラッシュ・ハンマーで真っ二つにした魔人ブウに対し使用。
激突ウルトラブウブウバレーボール / 激突ウルトラバレーボール
上記の「連続スーパードーナツ」でボール状にした敵を、技名通りバレーボールのボールとして扱った後、スパイクの要領で全力で叩きつけてダメージを与える。相手は巨大隕石が落下するかのような勢いで地面に激突し、その衝撃で巨大なクレーターが形成されるほど。魔人ブウとの戦いで使用したが、協力をさせられたピッコロは「オレはやらなくてよかったんじゃないか…」と後悔していた。
ゲームでの登場頻度は「スーパーゴーストカミカゼアタック」より低く、超サイヤ人3の専用技になっている。またゲームによっては、一連の動作をゴテンクスだけで行うものもある。『ドラゴンボール レジェンズ』ではチームに他のキャラクターがいる時そのキャラクターが協力する。

連続死ね死ねミサイル（）
ひたすら気功波を連射する技。本気で出せば地球を吹き飛ばすほどの威力がある。劇場版第16作『ドラゴンボールZ 龍拳爆発!!悟空がやらねば誰がやる』では変身前のヒルデガーンを停止させた。

口から気功波 / ビクトリーキャノン / 口からビーム / かんっぜんにおこったビーム / リベンジシャウト
魔人ブウに対抗して放った口の中からの気功波。作品によってはこの名称ながらも、悟天の「かめはめ波」や、トランクスの「気合い砲」のモーションにもなっている。ニンテンドーDSソフト『ジャンプスーパースターズ』では、『Dr.スランプ』の則巻アラレ、ガッちゃんと同時に放つ「んちゃはめ砲」がある。

かめはめ波（）
超サイヤ人3に変身した際に魔人ブウへのフィニッシュに使おうとするが、構えを取った時にパワーダウンして通常形態に戻ったために不発に終わる。

狼牙風風拳（）
ヤムチャの技。2008年のアニメツアー作品『オッス!帰ってきた孫悟空と仲間たち!!』で使用。鳥山が監修した『Vジャンプ』の漫画版では使っていない。

排球拳（）
天津飯の技。「狼牙風風拳」と共に使用した。これも『Vジャンプ』の漫画版では使っていない。

ミラクルパンチ
『ドラゴンボール超』で複製ベジータに使用。パンチの連打。

ミラクルキック
『超』で複製ベジータに使用。キックの連打。

グレートスペシャルローリングキック
『超』で複製ベジータに使用。高速回転してからキックを放つ。

スーパースペシャルクラッシュハンマー
『超』で複製ベジータに使用。両腕を相手の頭に振り下ろす。

フィニッシュスペシャルフラッシュストロングボンバー
『超』で複製ベジータに使用。複数のエネルギー弾を飛ばす。

### 変身
超サイヤ人
当初は融合前にそれぞれが超サイヤ人に変身してからでないと超サイヤ人にはなれないとピッコロから予想されていたが、後に通常の状態でフュージョンを行った後でも超サイヤ人に変身していた。
超サイヤ人3
精神と時の部屋で約1週間修行したことで、悟空が数年かけてやっとたどり着いた超サイヤ人3を会得した。

## コンピュータゲーム
ゲームでの初登場はPlayStation専用ソフト『ドラゴンボールZ Ultimate Battle 22』。27体のキャラクターのうちの一人として登場。超サイヤ人状態だが、必殺技時のみ超サイヤ人3にも変身する。
PlayStation 2専用ソフト『ドラゴンボールZ2』以降のゲーム作品では悟天かトランクスの状態から、フュージョンすることにより変身可能な作品も増えた。
ゲームボーイアドバンス専用ソフト『ドラゴンボールZ 舞空闘劇』のIFストーリーでは、原作と同じく精神と時の部屋で魔人ブウと交戦していたが、次元に穴を開け逃走した魔人ブウを追うために自身も時空の穴に飛び込み、様々な平行世界を渡り歩くストーリーが展開される。違う世界の過去ではフリーザ、セルを倒し、さらに絶望の未来では人造人間17号、人造人間18号を撃破する。やっと本来の時空に戻ってきたと思われたが、実はそこも平行世界でゴテンクスと相まみえる前の魔人ブウを撃破して、その世界のゴテンクスと戦うこととなる。その後は何とか本来の世界に戻り、魔人ブウを完全に消滅させた。フュージョンによる時間制限については、時空を飛び越えたショックのせいなのか、平行世界では永続的にゴテンクスの姿のままで戦うことが可能だった。
『ドラゴンボールZ ドッカンバトル』ではハロウィンキャンペーンでのオリジナルストーリーである「おばけ DE ドッキリ大作戦」では第6宇宙との格闘試合や力の大会にも出場できなかったことを悔んでおり、自分たちが凄いことを見せるために悟空たちに自分で作ったおばけでびびらせたところでやっつける作戦を考え、カプセルコーポレーションで悟空たちが食事会をしている真っ只中にそれを実行するが全く効果が無く、悟空から「おめえたちが一人でも地球を守れるくらい強くなったらぶったまげる」と言われ、ピッコロからは「フュージョンに頼って闘ってるようでは一人前とは言えん」と言われ、ベジータからは「小細工しか思いつかんその根性から鍛え直せ」と叱られる。自分の作ったゴーストから「まだまだ修行が足りない」と言われ、いつか自分の力で超サイヤ人ブルーや身勝手の極意を極めてみせると奮起した。しかしその時に魔人ブウとの戦いでもゴースト同士がやってしまったゴーストとの接触をしてしまい、爆発に巻き込まれることになった。
『ドラゴンボールZ カカロット』では魔人ブウ編の特定のシーンでのみ使用可能なキャラクターとして登場する他、魔人ブウを倒した後の平和な世界において、強くなり過ぎて戦う相手がいなくなったために「強くて格好いい人がいる」と嘯いて悟空とベジータを呼び出し、手合わせに持ち込むサブストーリーがある。その際に超サイヤ人3に変身し、変身を知らなかったベジータを驚愕させている。結果としてブウ打倒後の悟空とベジータには敵わなかったものの、悟空には素直に強さを認められ、ベジータも内心ではその強さに驚いており、追い抜かれないためにも更なる向上を決意させた。さらにサブストーリー「がんばるチビ戦士たち」にて、悟天とトランクスの修行の成果で2人の気が互角に高まった事でフュージョンが自由に行えるようになる。以降はサポートアシストの使用によりプレイアブルとして再び操作できる。

## その他
魔人ブウ編に行われた『週刊少年ジャンプ』の人気投票では第4位にランク入りした。
鳥山はお気に入りの技に「激突ウルトラブウブウバレーボール」と「スーパーゴーストカミカゼアタック」を挙げている。前者は馬鹿馬鹿しくて面白いから好きで、後者は技が初めて意思を持つところが変わってて好きだと語っている。同様にお気に入りのバトル2位と、好きなベストバトル5の4位に「ゴテンクスVS魔人ブウ（悪）」を挙げている。「この頃わりとのって描いてました。変な必殺技考えたりして描いてて楽しかった」、「バカバカしい闘いが好きでこういう『しょーもなさ』が描いていて楽しい」と語っている。当時の担当編集武田冬門も編集部内でネームを見てゲラゲラ笑っていたという逸話もある。なお、フュージョンの失敗が続いている間、同じようなコマが続いたことに対し、クリリンが作者に対し「どうでもいいけど、さっきから作者は随分ラクをしていないか？どう考えてもほとんどコピーだぜこりゃ」と突っ込みを入れており、隅で鳥山が「あの編集長、ここの原稿料タダでいいです。ホントに」と述べるコマもある。
テレビアニメ『ドラゴンボールGT』ではベビーとの戦いで悟天とトランクスがフュージョンを試みようとするが、悟空により制止されたため登場することはなかった。アーケードゲーム『ドラゴンボールヒーローズ』邪悪龍ミッションでは「ゴテンクス：青年期」として登場する。こちらはトランクスが真面目な性格なため、子供時代ほど傲慢さはなく、目上である悟空やベジータに対して丁寧語を使っているが悟天のほうがお調子者な性格になったため、自信過剰ですぐに調子に乗って油断する点は変わらない。